# Салака
Салака, також  оселедець балтійський (Clupea harengus membras) — балтійський підвид  оселедця атлантичного.

## Будова

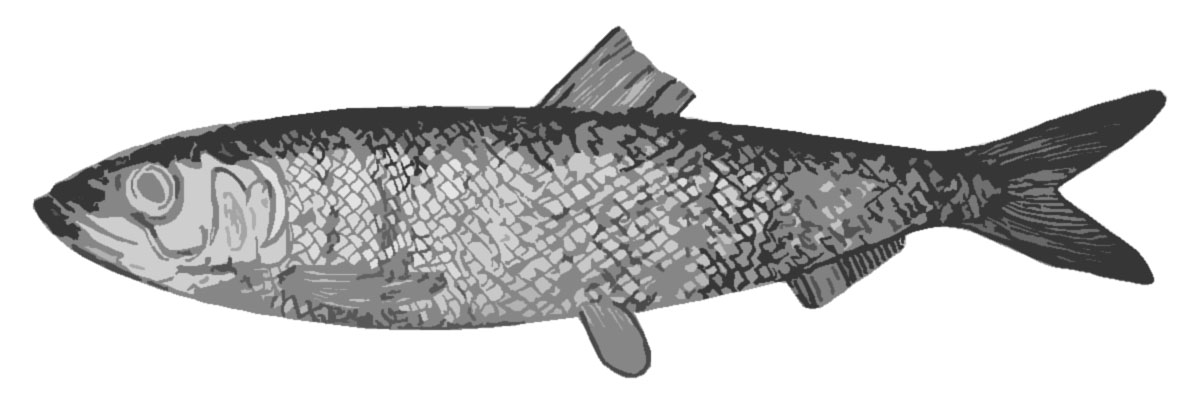
Салака

Тіло невисоке, найбільша висота його дорівнює 16,5 % довжини. Довжина до 20 см, вага 25 — 50 г. Розрізняють дві раси, весняну (відкладає ікру у травні — червні), та осінню (нерест у серпні — вересні). Для осінньої раси відмічають форми з великими та малими очима. Також, окрім звичайної дрібної салаки зустрічається дуже велика (Riesenstromlinge — у німців, jattesstrommingar — у шведів та silli у фінів), до 37,5 см довжини, яка належить до того ж підвиду, але є окремою расою, що швидко росте. Голова порівняно велика, довжина її до 22 % довжини тіла. Черево закруглене. Рот середньої величини, кінець верхньої щелепи під серединою ока. Хребців 53-57, зазвичай 55-56. Поперечних рядів луски 52-58, в середньому 56.

## Спосіб життя
Салака є морською рибою, хоча іноді трапляється у прісних водах. Пелагічна риба, тримається зграями біля поверхні води. Тривалість життя до 11 років. Влітку основу раціону складають дрібні ракоподібні родів Bosmina та Daphnia, у всі інші пори року здебільшого споживають ракоподібних родів Limnocalanus та Eurytemora. Конкурує за їжу з іншою цінною промисловою рибою — шпротом (Sprattus sprattus balticus). Салака періодично здійснює кормові міграції з відкритих ділянок моря у прибережну зону, потім знов відходить у море, в залежності від температури води.

## Розмноження
Салака досягає статевої зрілості у 2 — 3 роки. Нерест відбувається у прибережній зоні на глибині від 3 до 12 м. В залежності від раси (весняна чи осіння) нерест відбувається у травні — червні або у серпні — вересні. Плодючість самки у середньому 10 тисяч ікринок. Ікра прикріплюється до ґрунту та водної рослинності. Діаметр ікринки 1,13 — 1,35 мм.

## Значення
Є цінним об'єктом промислу. Промисел ведеться протягом всього року. Салаку використовують для пряного посолу, копчення, виготовлення консервів типу шпроти, а також продають у свіжозамороженому вигляді.